# Antonina Koshel
Antonina Koshel, née le 20 novembre 1954 à Smaliavitchy, est une gymnaste artistique soviétique.

## Palmarès

### Jeux olympiques
- Munich 1972
  -  médaille d'or au concours par équipes